# Podogymnura truei
Podogymnura truei är en däggdjursart som beskrevs av Edgar Alexander Mearns 1905. Podogymnura truei ingår i släktet Podogymnura och familjen igelkottdjur. IUCN kategoriserar arten globalt som livskraftig. Inga underarter finns listade i Catalogue of Life.
Arten förekommer på Mindanao i södra Filippinerna. Podogymnura truei vistas i bergstrakter mellan 1300 och 2900 meter över havet. Den lever i fuktiga bergsskogar.
Denna råttigelkott blir 13 till 15 cm lång, inklusive en 4 till 7 cm lång svans. Den mjuka pälsen är på ovansidan mörkgrå med några rödbruna hår inblandade. Vid buken är pälsen ljusare med flera vita hår. I motsats till Podogymnura aureospinula finns inga grova borstiga hår i pälsen. Artens öron är delvis nakna och morrhåren är väl utvecklade. Podogymnura truei liknar månråttan (Echinosorex gymnura) i utseende men den senare har en längre svans i jämförelse till bålen. Dessutom finns avvikelser i skallens konstruktion.
Födan utgörs främst av ryggradslösa djur som daggmaskar och insekter. Kanske ingår även kadaver och några växtdelar i födan. Arten liknar i levnadssättet mer en näbbmus än en taggig igelkott. Den kan röra sig fort och den gräver sällan. Från analkörtlarna avsöndras ett illaluktande sekret.